# Acroporium adspersum
Acroporium adspersum là một loài Rêu trong họ Sematophyllaceae. Loài này được (Hampe) Broth. mô tả khoa học đầu tiên năm 1925.